# Инферно (роман)
«Инферно» (англ. Inferno) — роман американского писателя Дэна Брауна, опубликованный 14 мая 2013 года.
Сюжет романа разворачивается во Флоренции, Италии XXI века и переплетается с сюжетом «Божественной комедии» Данте Алигьери. В основе романа лежат новые приключения героя «Кода да Винчи» профессора Гарвардского университета Роберта Лэнгдона. На этот раз Лэнгдон видит во сне женщину, напоминающую ему библейскую фразу «ищите — и найдете», которая станет ключом к разгадке таинств. В центре сюжета — первая часть «Божественной комедии» Данте Алигьери «Ад».
Роман был включён в список бестселлеров по версии Publishers Weekly за 2013 год.
Издательство АСТ приобрело права на публикацию нового романа.

## Сюжет
Профессор истории искусств Гарвардского университета Роберт Лэнгдон приходит в сознание в больничной палате с раненой головой и потерей памяти о событиях последних нескольких дней. Его последние воспоминания касаются Гарварда, но больница находится во Флоренции, в Италии. Сиена Брукс, местный врач, говорит, что он получил сотрясение мозга в результате пулевого ранения и оказался в отделении скорой помощи. Роберта начинает преследовать работающая на Консорциум женщина по имени Вайента, одетая в форму итальянских карабинеров. Приближаясь к палате профессора, она убивает одного из врачей. Сиене и Роберту удаётся убежать и спрятаться у неё в квартире.
В своём пиджаке Роберт находит металлический цилиндр длинной 6 дюймов с эмблемой «биологическая опасность». Он решает обратиться в американское консульство. Там утверждают, что они очень долго его искали, и просят сообщить его местонахождение. Не желая впутывать в свои дела Сиену, Роберт называет адрес гостиницы «Пенсионе ла Фиорентина» недалеко от её квартиры. Позже он обнаруживает, что на том месте появляется Вайента с пистолетом. Будучи уверенным, что правительство США хочет уничтожить его, Роберт Лэнгдон приходит к выводу, что единственный шанс выжить — это раскрыть тайну цилиндра. Оказывается, что цилиндр содержит «указку Фарадея», при помощи которой можно спроецировать модифицированную версию «Карты ада» Сандро Боттичелли. До конца разрешить загадку мешают люди Кристофа Брюдера, от которых Сиена и Роберт решают вместе сбежать.
Сюжет несколько раз заставляет читателя и Лэнгдона подозревать разных людей. Последнее убеждение, что речь идет о том экстравагантный миллионер собрался решить проблему перенаселения Земли со всеми последствиями с помощью всемирного мора получают неожиданный оборот. Все действия героев романа оказываются тщетны — вирус давно выпущен и инфицировал всё человечество. Но он не убивает, а делает бесплодными треть человечества случайным образом. Чума оказывается вирусом бесплодия, который должен остановить перенаселение планеты и спасти цивилизацию от гибели.

## Экранизация
В конце 2009 года было анонсировано, что третья книга из трилогии, «Утраченный символ», будет экранизирована и выйдет в 2012 году. Вскоре премьера была перенесена на конец 2013 года. Однако в июле 2013 года стало известно, что компания Sony намерена экранизировать не третью, а четвёртую часть приключений Роберта Лэнгдона. Премьера была назначена на декабрь 2015 года, а в середине 2014 года была перенесена на октябрь 2016 года. Постановщиком согласился быть Рон Ховард, который поначалу отказывался снимать третью часть, а на главную роль был вновь назначен Том Хэнкс.